# Moti Bodek

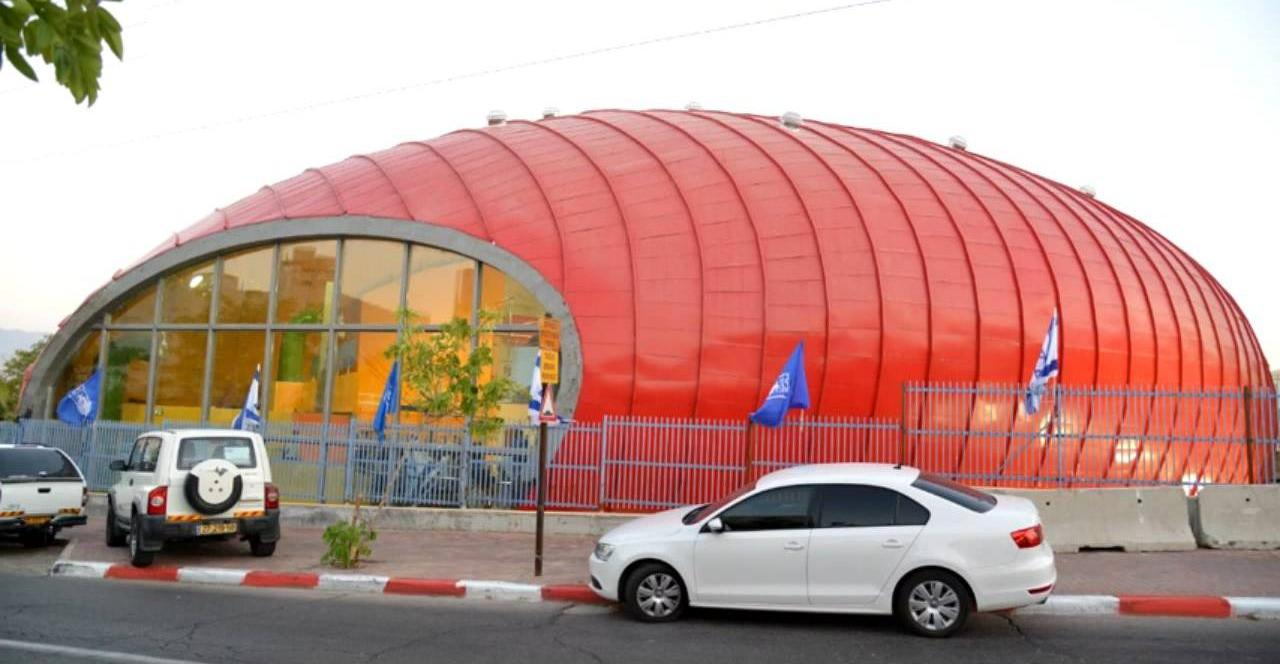
Eilat Centro de Deportes

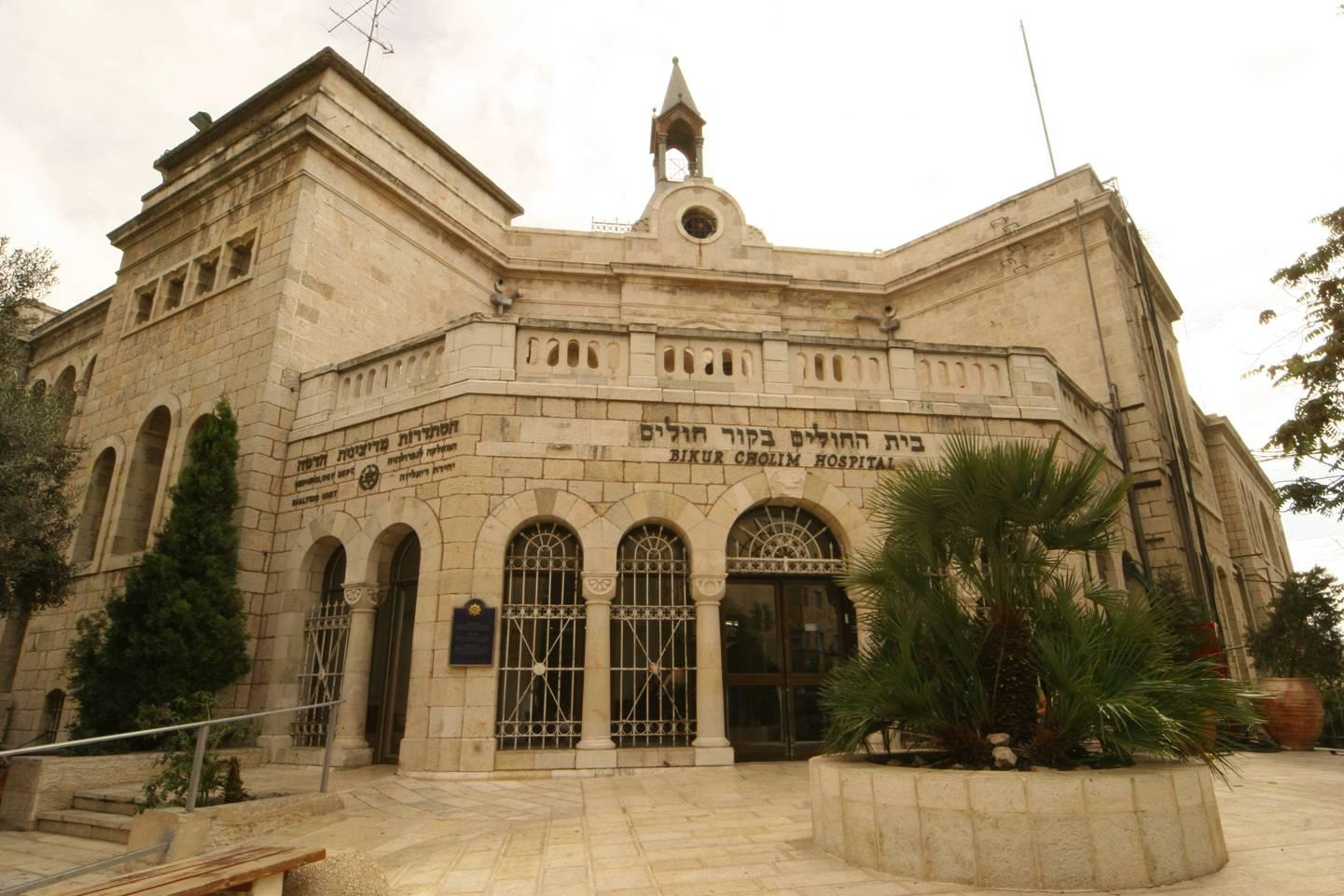
Bikur Holim Hospital de Jerusalén

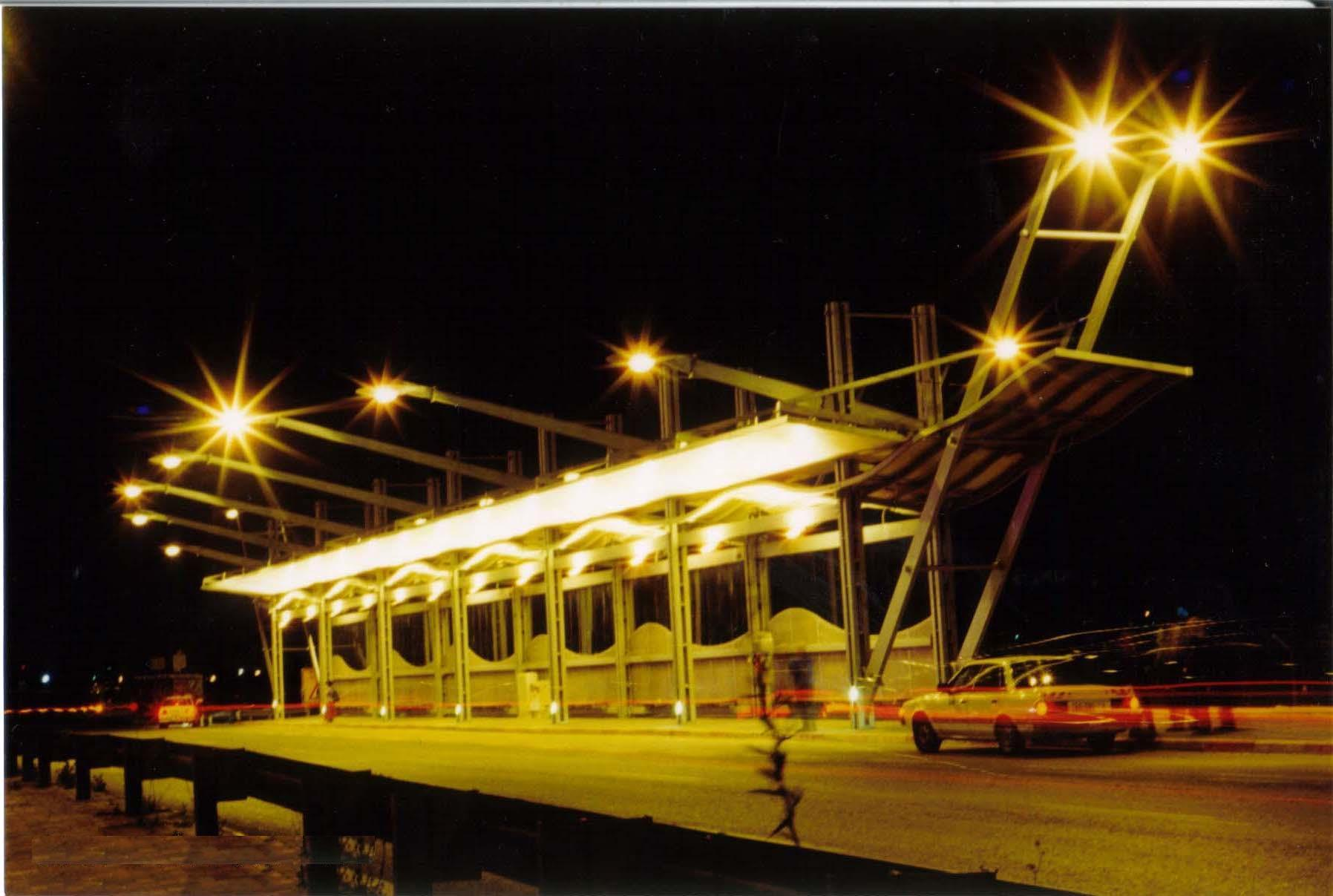
Paradas de autobús en la Ruta 44 cerca de Holon

Prof. Moti Bodek (hebreo: מוטי בודק; b. 1961) es un arquitecto israelí, el dueño de la firma Bodek Arquitectos con sede en Tel Aviv, y profesor titular en el Departamento de Arquitectura de la Bezalel - Academia de artes y diseño, Jerusalén.

## Biografía
Moti Bodek nació y creció en Haifa. Sirvió en las fuerzas de seguridad de Israel entre los años 1979-1985.
En 1989 se graduó con honores del departamento de Diseño Ambiental de la Bezalel - Academia de artes y diseño de Jerusalén, y en 1990 obtuvo su B.Arch. egresado de la Facultad de Arquitectura en el Technion, Haifa.
Entre los años 1987-1993 trabajó en la empresa Bodek arquitectos Avraham Yasky en Tel Aviv, y al mismo tiempo que él fundó (1990) su propio estudio de arquitectura Bodek Arquitectos. En 1991, Bodek comenzó a enseñar en  Bezalel, y en 1995 obtuvo su grado MPA de la Universidad de Clark, Massachusetts, EUA. Entre los años 2001 a 2004 se desempeñó como jefe Bodek adjunto del departamento de Arquitectura de la Universidad de Ariel y actualmente es profesor titular y el Jefe de Profesores Organización en la Bezalel - Academia de artes y diseño. Bodek fue uno de los fundadores de las organizaciones del personal a bordo de las instituciones de educación superior y también se desempeñó como Vicepresidente.

## Investigación
Bodek dedica a la investigación, diseño y construcción de edificios y proyectos basados en altas habilidades en las técnicas de fabricación y construcción. Estas estructuras demuestran que los sistemas naturales de ingeniería de innovación y coraje inspirado, con referencia a los sistemas de construcción, parámetros funcionales y formales, y métodos de la construcción original y barato. Su obra pertenece a la disciplina desarrollo contemporáneo de Biomimesis (Imitación de la vida) o Arquitectura biónica, que trata de encontrar una soluciones eficaces y sostenibles para el diseño y los desafíos tecnológicos de hoy en día a través del aprendizaje y la imitación de los principios, formas y ecológica procesos de la naturaleza.

## Proyectos Seleccionados
- Eilat Centro de Deportes.
- Estadio de Fútbol Tiberíades.
- Tel Aviv Centro de Deporte Universitario.
- Nuevo barrio cerca de Beersheba River Park.
- Dos puentes peatonales, Ashdod.
- Sea Sports Centre & Sailing Club Eilat.
- Sinagoga, cerca de Ashkelon.
- Hospital de Bikur Holim, Jerusalén.
- La casa de la embajada rusa en el Bulevar Rothschild de Tel Aviv.
- Estación de Autobuses de Tel Aviv Central.

## Exposiciones
- Biomimesis Arquitectura influenciado por los sistemas de la naturaleza, Exposición de Edificios y Proyectos por Arquitecto Moti Bodek. Semana Internacional, FHP Universidad de Ciencias Aplicadas de Potsdam Freiland Alemania. 12-16 de mayo de 2014. Archivado el 24 de septiembre de 2015 en Wayback Machine..
- BIO-DESIGN: HYBRID FABRICTIONSׂ. Group Exhibition. Master's Program in itegrated Design, Research Gallery, Design Faculty, HIT Holon Institute of Technology, Israel. 28 de abril-19 de mayo de 2015
- La Biennale di Venezia: The 15th International Architecture Exhibition Venice, Italy, May 28th to November 27th 2016.

## Conferencias y Discurso
- Comité de Educación de la Knesset, agosto de 2007
- Casas desde dentro, Tel Aviv. mayo de 2008
- Bloomfield Science Museum de Jerusalén, junio de 2012 Archivado el 20 de octubre de 2014 en Wayback Machine.
- Deportes y Arquitectura, Archijob Center Tel Aviv, julio de 2012
- Biomimesis Arquitectura influenciado por los sistemas de la naturaleza, HIT - Holon Institute of Technology, mayo de 2013
- Works in Progress, Conferencia en ZEZEZE  Arquitectura Galleria, Tel Aviv, diciembre de 2013 Archivado el 7 de abril de 2014 en Wayback Machine.
- IMPACT, IMPACT, la Asociación Profesional de Artistas Visuales de Israel, Beit Ariela Biblioteca Tel Aviv, diciembre de 2013
- Potsdam Semana Internacional Conferencia inaugural, Freiland, Potsdam Alemania, mayo de 2014
- Biomorphic Architectural Concepts - Conceptos arquitectónicos biomórficas - Conferencia y Taller, Freiland, Potsdam Alemania, mayo de 2014
- Craft material Contemporáneo Conferencia Cultura, la Bezalel - Academia de artes y diseño, mayo de 2014  Archivado el 30 de agosto de 2014 en Wayback Machine.
- IMPACT, IMPACT, la Asociación Profesional de Artistas Visuales de Israel, Alfred Gallery Tel Aviv, septiembre 2014